# Muhrejubbel
Muhrejubbel (auch Muurejubbel, Murrejemangs, seltener Muhrepruchel, in etwa Möhrendurcheinander, auch Möhren untereinander) ist eine rheinischer Eintopf aus Möhren und Kartoffeln. Es existieren verschiedene Varianten, so mit gerösteten Zwiebeln, geräuchertem Speck, Bohnen und Suppengrün.
Zur Zubereitung werden Möhren und mehligkochende Kartoffeln geschält, in Würfel geschnitten und in Wasser oder Brühe gekocht. Nach dem Garen werden sie mit einem Kartoffelstampfer zerstampft. Zu Muhrejubbel passen Mettwürstchen, Bratwurst, Panhas, dicke Rippe und ähnliches.